# Капитан-Сармьенто
Капитан-Сармьенто (исп. Capitán Sarmiento) — город в Аргентине в провинции Буэнос-Айрес. Административный центр муниципалитета Капитан-Сармьенто.

## История
В 1882 году через эти земли была проведена железная дорога, и вокруг железнодорожной станции начал расти населённый пункт, получивший своё название в честь Домингито Фиделя Сармьенто — приёмного сына президента Доминго Фаустино Сармьенто, погибшего в битве при Курупайти.
В 1995 году в провинции Буэнос-Айрес был проведён конкурс на дизайн флага провинции. После того, как победил проект, предложенный школьниками из Капитан-Сармьенто, губернатор провинции Буэнос-Айрес в 1997 году издал указ, объявляющий Капитан-Сармьенто «колыбелью буэнос-айресского флага».